# 聖阿古斯廷 (烏蘇盧坦省)

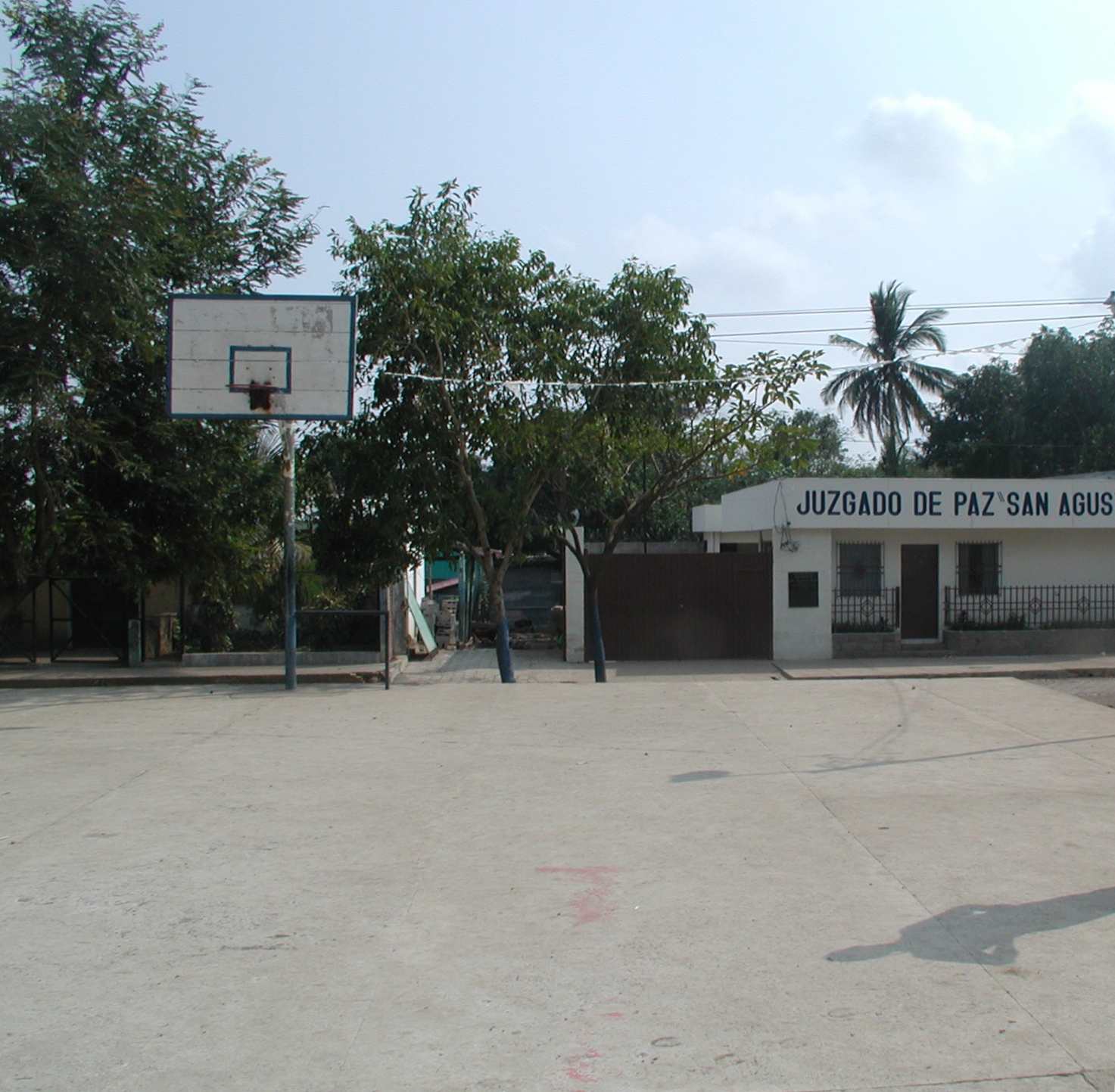

聖阿古斯廷（西班牙語：San Agustín），是薩爾瓦多的城鎮，位於該國東南部，由烏蘇盧坦省負責管轄，面積103.44平方公里，海拔高度264米，2007年人口6,518，人口密度每平方公里63.01人。
13°26′N 88°36′W / 13.433°N 88.600°W